# 上板橋村
上板橋村（かみいたばしむら）は、かつて武蔵国豊島郡、後に東京府北豊島郡に存在した村の一つ。江戸時代初期に誕生した。歴史的な板橋のうち、西側の部分に相当する。

## 地理
現在の国道254号（川越街道）「日大病院入口」交差点から旧川越街道の石神井川に架かる「下頭橋」にかけての地域である。板橋区の南西部分であり、地名では大谷口、大谷口上町、大谷口北町、上板橋、小茂根、桜川、東新町、常盤台、徳丸、東山町、南常盤台、向原、弥生町のほぼ全域および中板橋の一部、練馬区小竹町、旭丘のほぼ全域に相当する。
武蔵野台地上にあるが、中央に石神井川が流れているため傾斜となっている。
- 河川：石神井川

## 歴史
- 安土桃山時代以前については板橋村を参照。
- 1932年（昭和7年）以降については板橋区を参照。

板橋の地名はすでに平安時代には存在しており、江戸時代初期に上板橋村と下板橋村に分割された。
江戸時代となると大半が江戸幕府の天領となり、野方領に属した。川越街道（川越児玉往還）の宿場町としては「上板橋宿」と呼ばれていたが、下板橋宿と異なり正式な村名は「上板橋村」であった。江戸側から下宿、中宿、上宿に分かれていたが、規模としては小さなもので、問屋場や本陣などは設置されず、名主屋敷がその代わりを果たしていた。また、江戸時代初期には下板橋と同じく、小竹村などのいくつかの集落に分かれていた。
1889年（明治22年）に市制町村制が開始されると、上板橋村は北豊島郡の中で最も発展しているとして飛地を除く単独で上板橋村となり、1932年（昭和7年）の板橋区の成立時には上板橋一 - 七丁目、小山町、茂呂町、根ノ上町、大谷口町、向原町、小竹町、江古田町となった。

### 沿革
- 江戸時代初期：板橋村が上板橋村と下板橋村（下板橋宿）に分割される。
- 1868年（慶応4年、明治元年）8月7日（旧暦6月19日）：武蔵知県事管轄区域となる。
- 1869年（明治2年）
  - 3月10日（旧暦1月28日）：大宮県設置、管内となる。県庁は日本橋に置かれる。
  - 11月2日（旧暦9月29日）：県庁移転により大宮県が浦和県に改称。
- 1872年（明治5年）1月8日（旧暦1871年（明治4年）11月28日）：浦和県から東京府に編入される。また同時に、大区小区制により郡・町・村の呼称が廃され、第四大区十七小区に編入される。
- 1874年（明治7年）：区画改正により第九大区四小区に編入される。
- 1878年（明治11年）11月：大区小区制が廃され、郡区町村編制法により北豊島郡が設置される。
- 1884年（明治17年）：連合戸長役場が設置され、上板橋村は下練馬村、上練馬村、長崎村との四ヵ村連合となる。
- 1889年（明治22年）4月1日：市制町村制により、上板橋村独立。飛地は板橋町に譲る。
- 1932年（昭和7年）10月1日：東京市編入により、上板橋村は板橋町、志村、赤塚村、練馬町、上練馬村、中新井村、石神井村、大泉村と合併され、板橋区となる。
- 1947年（昭和22年）8月1日：板橋区より練馬区を分区。旧上板橋村域の内、小竹町と江古田町（現・旭丘）が練馬区へ移管される。

### 町名の変遷
板橋区成立時の町名改称は以下のとおり。
| 実施後       | 実施年月日    | 実施前（いずれも上板橋村の字名、特記なければ各字の全域） |
| ------------ | ------------- | -------------------------------------------------------- |
| 上板橋一丁目 | 1932年10月1日 | 字下板橋（一部）                                         |
| 上板橋二丁目 | 1932年10月1日 | 字向屋敷・下板橋（一部）                                 |
| 上板橋三丁目 | 1932年10月1日 | 字臺宿                                                   |
| 上板橋四丁目 | 1932年10月1日 | 字原                                                     |
| 上板橋五丁目 | 1932年10月1日 | 字上ノ根                                                 |
| 上板橋六丁目 | 1932年10月1日 | 字中内出・中臺前                                         |
| 上板橋七丁目 | 1932年10月1日 | 字七軒家・栗原                                           |
| 大谷口町     | 1932年10月1日 | 字山崎・大谷口                                           |
| 向原町       | 1932年10月1日 | 字向原                                                   |
| 江古田町     | 1932年10月1日 | 字江古田                                                 |
| 小竹町       | 1932年10月1日 | 字小竹                                                   |
| 根ノ上町     | 1932年10月1日 | 字根ノ上                                                 |
| 小山町       | 1932年10月1日 | 字小山                                                   |
| 茂呂町       | 1932年10月1日 | 字毛呂                                                   |

## 政治・行政
旧戸長・飯島彌十郎が在職中に町村制が施行される。村長、助役、村会議員は以下の通り。

### 村長
- 飯島彌十郎 1898年6月 - 1900年3月
- 篠文左衛門 1900年4月 - 1902年7月
- 大野喜三郎 1902年8月 - 1903年5月
- 津久戸安之 1903年7月 - 1905年4月
- 小宮慶三郎 1905年8月 - 1913年8月
- 大野喜三郎 1913年10月 - 1917年7月
- 宍戸彦太郎
- 飯島彌十郎[5][6]
- 榎本清之助 1917年11月 - 1919年3月
- 浮田久三郎
- 飯島彌十郎

### 助役
- 栗原佐吉[5]
- 竹内代五郎[5]

### 村会議員
18名を定員とする。1929年5月当選議員は「三原七太郎、小宮萬治、早川與作、矢作佐太郎、篠彌市、竹内代五郎、篠藤一郎、綿津廣一、木下仙太郎、栗原榮一、栗原忠次郎、小宮市蔵、栗原佐吉、瀬田熊太郎、根本金作、森眞雄、渋谷與四郎、大野金次郎」などである。その他に議員を務めた人は「飯島彌十郎、大野卯之助、大野善太郎、醍醐福太郎、寶田龜五郎、小宮金五郎、中尾一郎、小野澤庄吉、榎本清之助」などがいた。

## 経済

### 地主
『日本紳士録』によると、地主は飯島、瀬田などがいた。

### 産業
農業
明治の初め戸長役場当時の記録によると当村の物産は「米1041石8斗4升、糯米300石、大麦3825石、小麦212石5斗、裸麦225石、大豆96石、蕎麦120石、甘藷15万2676斤、藍葉1250貫、製茶4531斤、菜種70石、大根25万本、牛蒡7万5000本、茄子350万個、里芋30万斤」である。百姓は「木下兼吉、三原七兵衛、小宮権右衛門、大野伊三吉、室田長右衛門、榎本喜八、小宮仁右衛門、飯島新左衛門、石田権右衛門、大野惣右衛門、新井清右衛門、大野五右衛門、大野権兵衛」などがいた。職業を農業とする人は「大野卯之助、大野善太郎、小宮金五郎、榎本清之助、瀬田熊太郎」などがいた。
商工業
- 飯島彌十郎（栗原屋、醤油醸造業）[5][8]
- 小沼春吉（三州屋、物品販売業、白米雑穀卸小売）[8]
- 小宮慶三郎（豊島屋、物品販売業、白米雑穀荒物茶卸小売）[8]
- 渋谷與十郎（備中屋、物品販売業、糠〆粕酒類荒物卸小売）[8]
- 瀬田熊太郎（物品貸付業[5]、農具商）
- 醍醐福太郎（東京西部牛乳商組合組長）[5]

## 地域

### 教育
- 上板橋尋常高等小学校[2]

### 施設
宗教
- 天祖神社[2]
- 氷川神社[2]

## 交通

### 鉄道路線
- 東上鉄道→東武鉄道東上本線
  - 上板橋駅
- 武蔵野鉄道→西武鉄道池袋線
  - 江古田駅

### 道路
- 中山道
- 川越街道
- 王子新道

## 名所・旧跡・観光スポット・祭事・催事
- 志村城
- 下頭橋

## 出身人物
- 飯島農夫雄（弁護士）